# Lesumsperrwerk

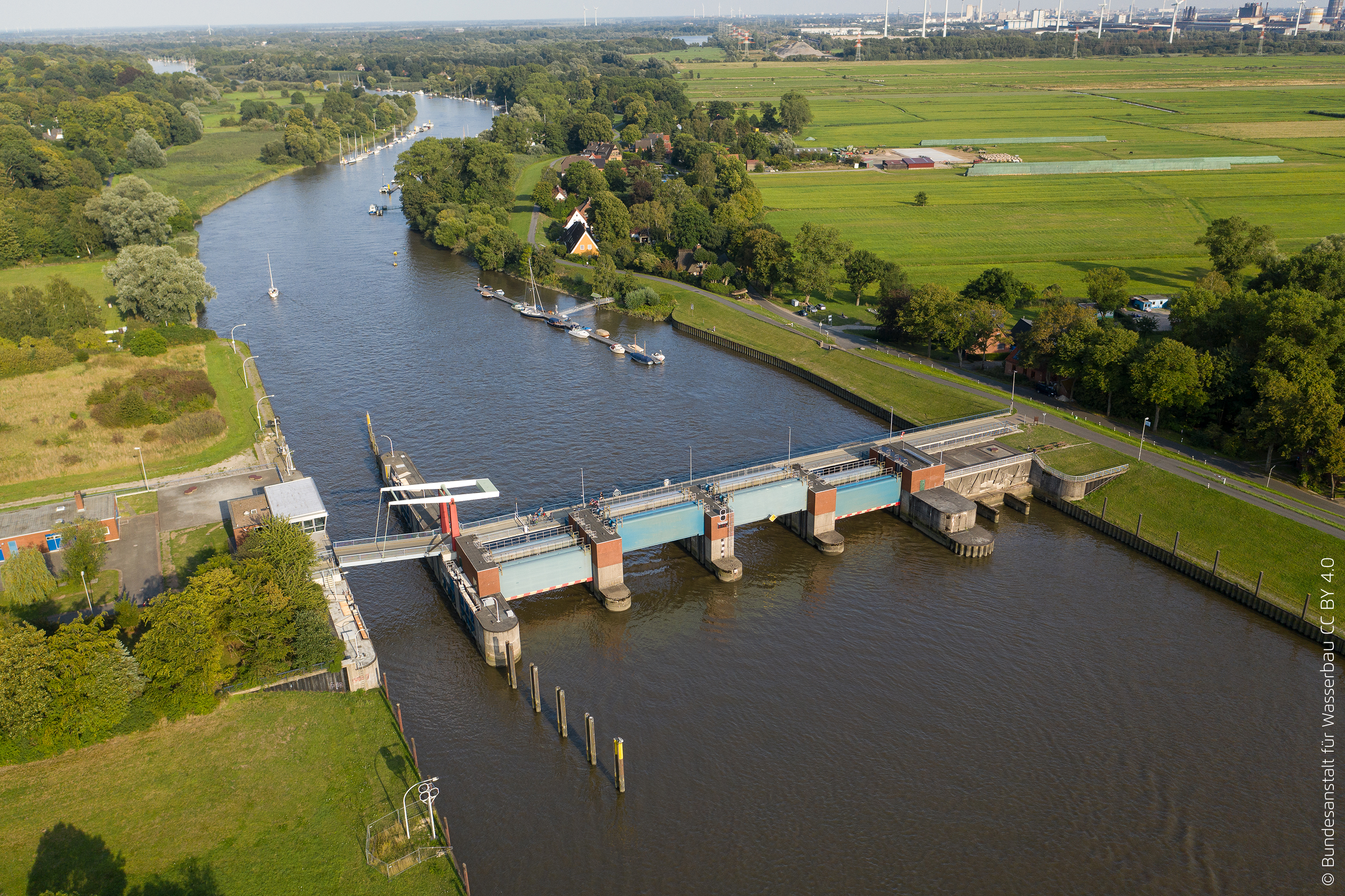
Lesumsperrwerk, Blick flussaufwärts

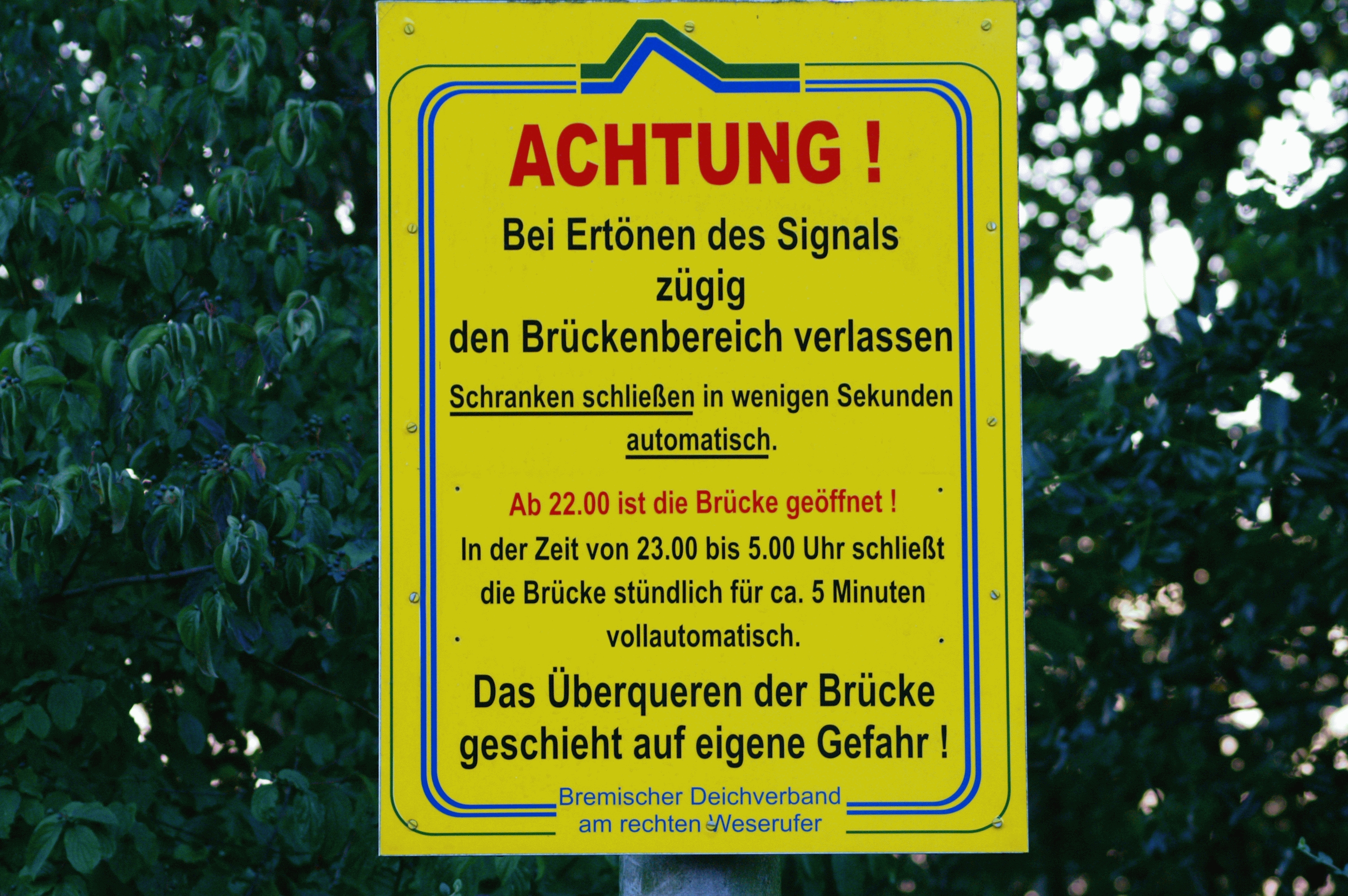
Hinweisschild am Lesumsperrwerk mit Öffnungszeiten

Das an der Lesum befindliche technische Bauwerk Lesumsperrwerk dient dem Hochwasserschutz und gleichzeitig als Brückenverbindung zwischen den Nordbremer Ortsteilen Grohn (Bremen-Vegesack) und Werderland (Lesumbrok) in Bremen-Burglesum. Es wurde von 1971 bis 1974 etwa einen Kilometer oberhalb der Mündung in die Weser errichtet. Betrieben wurde das Sperrwerk bis in die 1990er Jahre vom Wasserwirtschaftsamt Bremen und seitdem vom Bremischen Deichverband am rechten Weserufer.

## Geschichte
Die Errichtung eines Sperrwerks an der Lesum wurde bereits 1617 erwogen. Damals scheiterte der Plan am Veto des Oldenburger Grafen Anton Günther, der durch verbesserten Hochwasserschutz rechts der Weser größere Gefahren für das linksseitig gelegene Stedinger Land fürchtete. Wiederholt gab es weitere Pläne für ein solches Vorhaben.
Am 18. September 1968 schlossen die Länder Niedersachsen und Bremen einen Staatsvertrag zum Bau von drei Sperrwerken. Der Bau des Lesumsperrwerks sollte gleichzeitig mit der Errichtung des Ochtumsperrwerks (bei Lemwerder-Altenesch) und des Huntesperrwerks (bei Elsfleth) erfolgen, da die Errichtung eines einzelnen Sperrwerks die Pegelstände in den anderen Gewässern negativ hätte beeinflussen können. Im April 1971 wurde mit den Bauarbeiten begonnen, Ende 1971 das erste Schleusentor eingehängt, Ende 1972 die erste Baustufe geflutet, im März das Brückenbauwerk vollendet und bis Sommer 1974 das Bauwerk fertiggestellt.
Bei der hohen Flut im Januar 1976 musste das fertige Sperrwerk geöffnet bleiben, da die anderen beiden Sperrwerke noch nicht in Betrieb waren und ein Schließen des Lesumsperrwerks die Gefahr von Überflutungen der anderen Gebiete erhöht hätte. Erst am 18. Oktober 1979 waren alle drei Sperrwerke bei einer Hochflut einsatzbereit. Am 16. November 1979 fand die Einweihung statt.
Das Sperrwerk wird so betrieben, dass der Wasserstand in der Lesum flussaufwärts einen Pegel von 2,70 Meter nicht überschreitet. Für die Passage von Booten verfügt das Sperrwerk über eine Schleuse.

## Betrieb und Querungszeiten
Tagsüber ist das Lesumsperrwerk für Fuß- und Radverkehr über die Lesum geöffnet, soweit nicht ein Schiff oder Boot eine Schleusung wünscht. Nachts ist das Lesumsperrwerk in der Regel geöffnet, die Schleusenklappbrücke also hochgeklappt, und wird nur für jeweils fünf Minuten zur vollen Stunde geschlossen, um Überquerungen durch Fuß- und Radverkehr zu ermöglichen.

## Kontroversen
Die nachts stark eingeschränkten Öffnungszeiten waren zeitweise umstritten, bis hin zur Besetzung und einer Unterschriftenaktion mit 2.000 Unterschriften.